# Oak Grove (Luisiana)
Oak Grove é uma cidade  localizada no estado americano de Luisiana, na Paróquia de West Carroll.

## Demografia
Segundo o censo americano de 2000, a sua população era de 2174 habitantes.
Em 2006, foi estimada uma população de 2020, um decréscimo de 154 (-7.1%).

## Geografia
De acordo com o United States Census Bureau tem uma área de
4,5 km², dos quais 4,4 km² cobertos por terra e 0,1 km² cobertos por água. Oak Grove localiza-se a aproximadamente 38 m acima do nível do mar.

## Localidades na vizinhança
O diagrama seguinte representa as localidades num raio de 28 km ao redor de Oak Grove.